# Hold It In
Albums de Melvins
Tres Cabrones
(2013) Three Men and a Baby
(2016)
Hold It In est le 20e album studio (hors albums split) du groupe de rock américain Melvins, sorti le 14 octobre 2014 sur le label Ipecac Recordings. 
La programmation de cet album comprend les piliers du groupe Buzz Osborne et Dale Crover rejoints par deux des membres de Butthole Surfers, Paul Leary et Jeff Pinkus.

## Liste des titres
Toutes les chansons sont écrites et composées par Buzz Osborne, Dale Crover et Jeff Pinkus, sauf mention.
| 1.    | Bride of Crankenstein                  | 2:49  |
| 2.    | You Can Make Me Wait (Paul Leary)      | 2:49  |
| 3.    | Brass Cupcake                          | 3:24  |
| 4.    | Barcelonian Horseshoe Pit              | 4:22  |
| 5.    | Onions Make the Milk Taste Bad         | 5:01  |
| 6.    | Eyes on You (Paul Leary)               | 3:24  |
| 7.    | Sesame Street Meat                     | 3:28  |
| 8.    | Nine Yards                             | 2:30  |
| 9.    | The Bunk Up                            | 7:36  |
| 10.   | I Get Along (Hollow Moon) (Paul Leary) | 2:35  |
| 11.   | Piss Pisstopherson                     | 2:58  |
| 12.   | House of Gasoline                      | 12:11 |
| 53:08 |                                        |       |